# Olivier Nägele
Olivier Nägele (* 17. März 1972) ist ein Liechtensteiner Skibergsteiger.
Nägele betreibt die Sportart Skibergsteigen seit 1990 und nahm 2000 mit der Teilnahme am Mountain Attack erstmals an einem Wettkampf teil. Da Liechtenstein keinen Nationalkader in dieser Sportart stellt, bestreitet er internationale Wettkämpfe in der Regel als Einzelteilnehmer Liechtensteins.

## Erfolge (Auswahl)
- 2001:
  - 8. Platz bei der Trofeo Mezzalama mit Alexander Hug (SUI) und Nicolao Lanfranchi (ITA)
  - 10. Platz bei der Pierra Menta mit Alexander Hug

- 2002:
  - 7. Platz bei der Pierra Menta mit Jean Pellissier (ITA)
  - 8. Platz bei der Weltmeisterschaft Skibergsteigen Einzel

- 2004:
  - 5. Platz bei der Weltmeisterschaft Vertical Race
  - 8. Platz bei der Weltmeisterschaft Skibergsteigen Einzel

- 2005: 4. Platz bei der Trofeo Mezzalama mit Alexander Lugger (AUT) und Hansjörg Lunger (ITA)

- 2006: 9. Platz bei der Weltmeisterschaft Vertical Race

- 2007: 8. Platz bei der Europameisterschaft Vertical Race